# 上海帰りのリル
上海帰りのリル（シャンハイがえりのリル）は、1951年7月に発売された津村謙の楽曲。記録的な大ヒットとなり、翌年4月には同名映画が公開された。作詞は東條寿三郎、作曲は渡久地政信、編曲は林伊佐緒、演奏はキングオーケストラ。

## 解説
タイトル・歌詞の内容・イントロの一部は、1933年のアメリカ映画『フットライト・パレード』の主題歌（および同曲の日本語カバー）『上海リル』 (Shanghai Lil) から借用しており、出だしのメロディーにも模倣が見られる。
1954年時点で、累計売上は30万枚を超える大ヒットとなっている。1968年時点での累計売上は52万枚。
1952年1月3日、第2回NHK紅白歌合戦において初出場の津村が歌唱した。
1994年に津村の出身地である富山県下新川郡入善町の中央公園水の小径に歌碑が建立された。 2015年9月には毎日放送ちちんぷいぷいのコーナー「歌碑ものがたり」で紹介された。
2017年3月、入善町にあるあいの風とやま鉄道線入善駅で到着メロディとして使用開始された。

## アンサーソング
同曲自体が『上海リル』のアンサーソングではあるが、本家を凌ぐ大ヒットの余波で、同一の作詞家・作曲家・歌手により、『リルを探してくれないか』（1952年）、『心のリルよなぜ遠い』（1953年）が製作されヒットした。
1952年6月には三条美紀が『私がリルよ』（和田隆夫作詞、東為二作曲）で歌手デビューした。
他にも三条町子『私は銀座リル』、三鳩ひとみ『私がリルの妹よ』、久慈あさみ『霧の港のリル』がある。
1981年には中島文明が率いるダンガン・ブラザース・バンドがアルバム『HANGRY ANGRY』で『上海帰りのリルⅡ』を発表した。

## 主なカバー
- バーブ佐竹 （1966年）シングル 編曲：白石十四男
- 青江三奈（1969年）アルバム『グッド・ナイト』収録。
- 根津甚八（1982年） シングル 編曲：チト河内
- ちあきなおみ（1985年）アルバム『港が見える丘』収録
- 倍賞千恵子（1990年）アルバム『あなたにふれたいばかりに』収録。編曲：小六禮次郎
- 天童よしみ（1990年）アルバム『天童節 昭和演歌名曲選 第二集』収録。
- 石川さゆり（1993年）アルバム『二十世紀の名曲たち 第3集』収録。
- 多岐川舞子（1999年）アルバム『昭和の名曲 第六集』収録。
- 山内惠介（2004年）アルバム『君に唄う～山内恵介・哀愁名曲選～』収録。
- ヤン・スギョン（2005年）アルバム『港が見える丘～昭和名曲集』収録
- 北島三郎（2006年）アルバム『想い出の歌謡集 2』収録。　2月25日
- 大月みやこ（2008年）アルバム『心に残るきらめきの名曲集 2』収録。編曲：丸山雅仁
- 氷川きよし（2010年）アルバム『氷川きよし・演歌名曲コレクション13〜虹色のバイヨン〜』収録。編曲：石倉重信
- 渥美二郎（2012年）アルバム『演歌師 PART2』収録
- 三山ひろし（2013年）アルバム『歌い継ぐ!昭和の流行歌 IV』収録。編曲：南郷達也
- 東京大衆歌謡楽団（2015年）アルバム『街角の心』収録
- 三丘翔太（2017年）アルバム『翔太のお品書き2』収録。編曲：伊藤雪彦
- 町あかり（2020年）アルバム『それゆけ!電撃流行歌』収録。編曲：飯田匡彦
- 美空ひばり
- 洪鐘『莉露』北京語詞：蔣芸

## 映画
1952年4月4日公開。横浜元町のダンスホールクリフサイドが舞台。婦人倶楽部に連載された同名の小説が原作。姉妹編『風の噂のリル』が同年7月3日に公開された。

### キャスト
- 山本謙吉：水島道太郎
- 岡村一郎：森繁久彌
- 竹本リル／鈴木克子：香川京子
- 村井紀子：浜田百合子
- 野村：見明凡太朗
- 月田：有木山太
- はる江：千明みゆき
- 次郎：河合健二
- 高田：大川平八郎
- 中国の唄姫：胡美芳
- 歌手：津村謙（特別出演）

### 映像ソフト
- 2003年7月25日にテック・コミュニケーションズからDVDが発売、また2010年10月13日にはオフィス ワイケーからもDVDが発売された。